# 吉萊斯皮 (亞利桑那州)
吉萊斯皮（英語：Gillespie）是位於美國亞利桑那州馬里科帕縣的一個非建制地區。該地的面積和人口皆未知。

## 地理
吉萊斯皮的座標為33°15′42″N 112°58′53″W / 33.26167°N 112.98139°W，而該地的平均海拔高度為315米（即1033英尺）。